# Az 1988. évi téli olimpia magyarországi résztvevőinek listája
Az 1988. évi téli olimpiai játékokon a magyar csapat tagjaként 3 férfi és 2 női sportoló vett részt. Az olimpia műsorán szereplő tizenegy sportág ill. szakág közül háromban indult magyar versenyző. A magyarországi résztvevők száma az egyes sportágakban ill. szakágakban a következő (zárójelben a magyar indulókkal rendezett versenyszámok száma, kiemelve az egyes oszlopokban előforduló legmagasabb érték, vagy értékek):
| Sportág, szakág | Helyezések száma | Helyezések száma | Helyezések száma | Helyezések száma | Helyezések száma | Helyezések száma | Olimpiai pont | Magyar résztvevő | Magyar résztvevő | Magyar résztvevő |
| Sportág, szakág | 1.               | 2.               | 3.               | 4.               | 5.               | 6.               | Olimpiai pont | Férfi            | Nő               | Össz.            |
| Biatlon (2)     | 0                | 0                | 0                | 0                | 0                | 0                | 0             | 1                | 0                | 1                |
| Műkorcsolya (2) | 0                | 0                | 0                | 0                | 0                | 0                | 0             | 1                | 2                | 3                |
| Sífutás (2)     | 0                | 0                | 0                | 0                | 0                | 0                | 0             | 1                | 0                | 1                |
|                 |                  |                  |                  |                  |                  |                  |               |                  |                  |                  |
| Összesen        | 0                | 0                | 0                | 0                | 0                | 0                | 0             | 3                | 2                | 5                |

## ABC-rendi bontás
A következő táblázat ABC-rendben sorolja fel azokat a magyarországi sportolókat, akik az olimpián részt vettek. Lásd még: sportágankénti ill. szakágankénti bontás.
| Ábécé szerinti tartalomjegyzék                                                                           |
| --- |
| A, Á B C Cs D Dz Dzs E, É F G Gy H I, Í J K L Ly M N Ny O, Ó Ö, Ő P Q R S Sz T Ty U, Ú Ü, Ű V W X Y Z Zs |

| Sportoló | Sportág, szakág | Versenyszám | Helyezés (elért eredmény) |

## E
| Engi Klára | műkorcsolya | jégtánc | 7. hely (14,0) |

## K
| Kovács Zsolt | biatlon | férfi 10 km sprint           | 48. hely (28:13,9 – 0 lövőhiba)   |
| Kovács Zsolt | biatlon | férfi 20 km egyéni indításos | 54. hely (1:06:15,2 – 4 lövőhiba) |

## M
| Mayer Gábor | sífutás | férfi 15 km | 57. hely (47:56,2)   |
| Mayer Gábor | sífutás | férfi 30 km | 63. hely (1:39:03,5) |

## T
| Téglássy Tamara | műkorcsolya | női egyéni | 19. hely (35,2) |
| Tóth Attila     | műkorcsolya | jégtánc    | 7. hely (14,0)  |

## Sportágankénti ill. szakágankénti bontás
A következő táblázat sportáganként sorolja fel azokat a magyarországi sportolókat, akik az olimpián részt vettek. Lásd még: ABC-rendi bontás.
| Biatlon | Műkorcsolya | Sífutás |

| Versenyszám | Sportoló | Helyezés (elért eredmény) |

## Biatlon
| férfi 10 km sprint           | Kovács Zsolt | 48. hely (28:13,9 – 0 lövőhiba)   |
| férfi 20 km egyéni indításos | Kovács Zsolt | 54. hely (1:06:15,2 – 4 lövőhiba) |

## Műkorcsolya
| női egyéni | Téglássy Tamara | 19. hely (35,2) |
| jégtánc    | Engi Klára      | 7. hely (14,0)  |
| jégtánc    | Tóth Attila     | 7. hely (14,0)  |

## Sífutás
| férfi 15 km | Mayer Gábor | 57. hely (47:56,2)   |
| férfi 30 km | Mayer Gábor | 63. hely (1:39:03,5) |